# Rothaubenturako

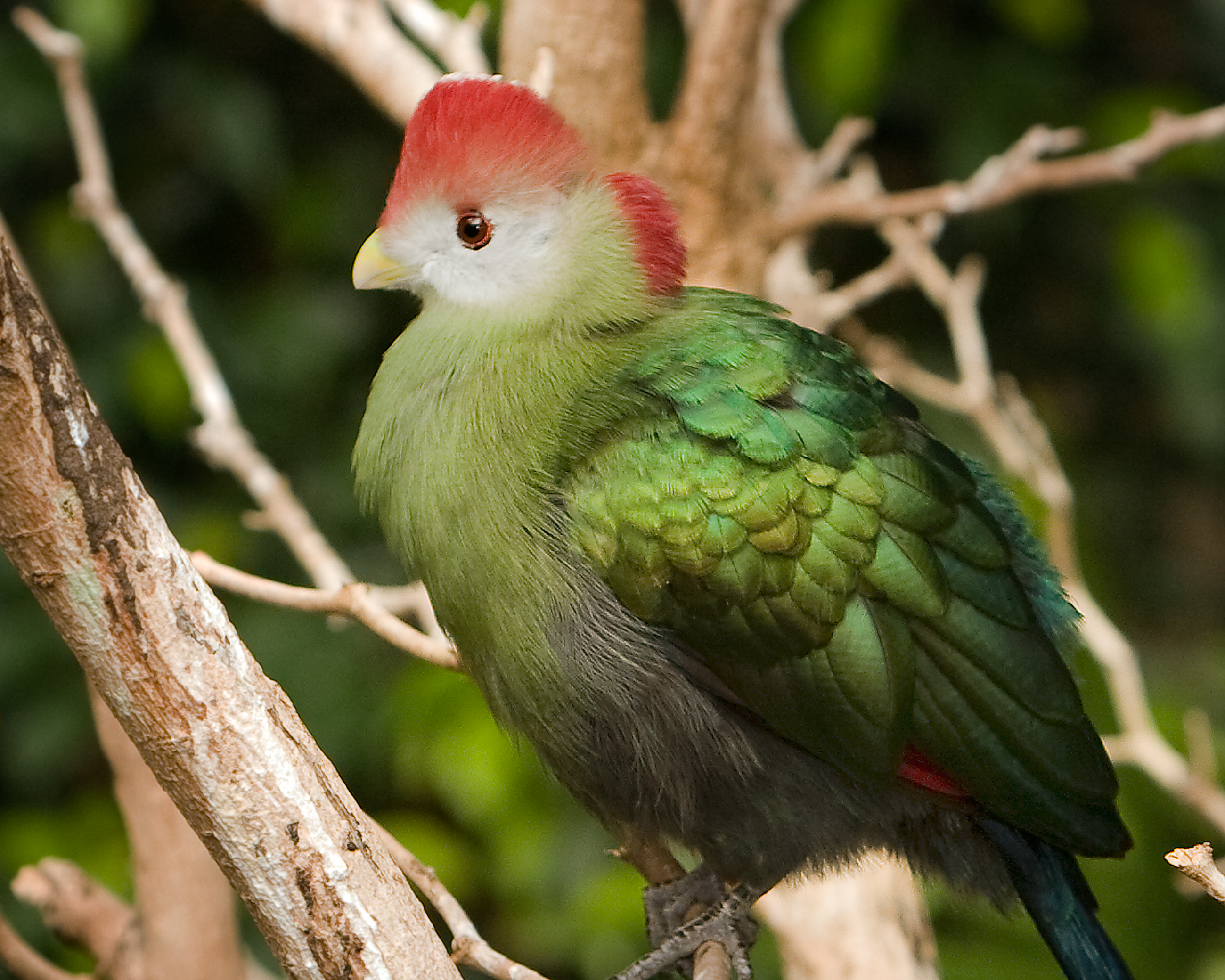
Rothaubenturako, Nahaufnahme

Der Rothaubenturako (Tauraco erythrolophus), auch Rotschopfturako genannt, ist eine Art in der Gattung der Helmturakos (Tauraco) und gehört zu der Familie der Turakos (Musophagidae).
Er bewohnt Waldgebiete und Savannen in Angola, Kongo und Zaire in Afrika. Die Bestandssituation des Rothaubenturakos wurde 2016 in der Roten Liste gefährdeter Arten der IUCN als „Least Concern (LC)“ = „nicht gefährdet“ eingestuft.

## Merkmale
Der Rothaubenturako erreicht eine Körperlänge von bis zu 40 Zentimeter. Das Gewicht liegt zwischen 210 und 345 Gramm. Zwischen Männchen und Weibchen besteht kein Unterschied in der Größe und in der Farbe. 
Der Rothaubenturako hat auf dem Oberkopf eine rote Federhaube, die weiß gesäumt ist und die gewöhnlich aufgerichtet getragen wird. Der Nacken ist dunkelrot, das Kinn und die Wangen sind weißlich. Die Halsseiten, die Brust sowie der Oberrücken ist metallisch grün. Die Schultern und die Flügeldecken sind erdgrün und glänzend. Die Armschwingen haben darüber hinaus einen stahlblauen Schimmer. Die übrigen Schwungfedern sind tiefrot. Der Schwanz ist tief dunkelblau. Der Schnabel ist gelb. 
Der Rothaubenturako verfügt über äußere Zehen, die nach vorne und hinten beweglich sind. Die Nasenlöcher sind rund. Durch sein Gefieder ist er nur schwer in den Baumkronen ausmachbar, nur der laute Ruf verrät seine Anwesenheit. 
Wie bei allen Turakos werden die roten und grünen Gefiederfarben nicht durch Naturfarbstoffe oder Lichtbrechung erzeugt. Der Rotschopfturako produziert sie aus zwei speziellen Kupferpigmenten: Der rote kupferhaltige Farbstoff Turacin verleiht den Schwungfedern und der Federhauben ihre rote bis dunkelrote Farbe. Die grüne Befiederung kommt von dem grünen Farbstoff Turacoverdin.

## Lebensweise
Der Rothaubenturako lebt meist in den Baumkronen der Bäume in einer Gipfelhöhe von zwei bis acht Metern und kommt nur selten auf den Boden. Er ist ein guter Flieger und klettert gewandt durch die Bäume. Seine Nahrung besteht unter anderem aus Früchten, Beeren, Pflanzenteilen wie Blättern und Knospen sowie Samen. Er frisst gelegentlich auch tierische Beute, vor allem Schnecken und Insekten. 
Bei der Balz präsentiert er seine Federhaube besonders auffällig und spreizt seine Schwungfedern. Gewöhnlich lebt er als Paar, nur selten und nur über wenige Wochen auch in einem kleinen Familienbund. Bei Gefahr verweilt er reglos an seinem Platz und flüchtet bei günstiger Gelegenheit. 

## Fortpflanzung

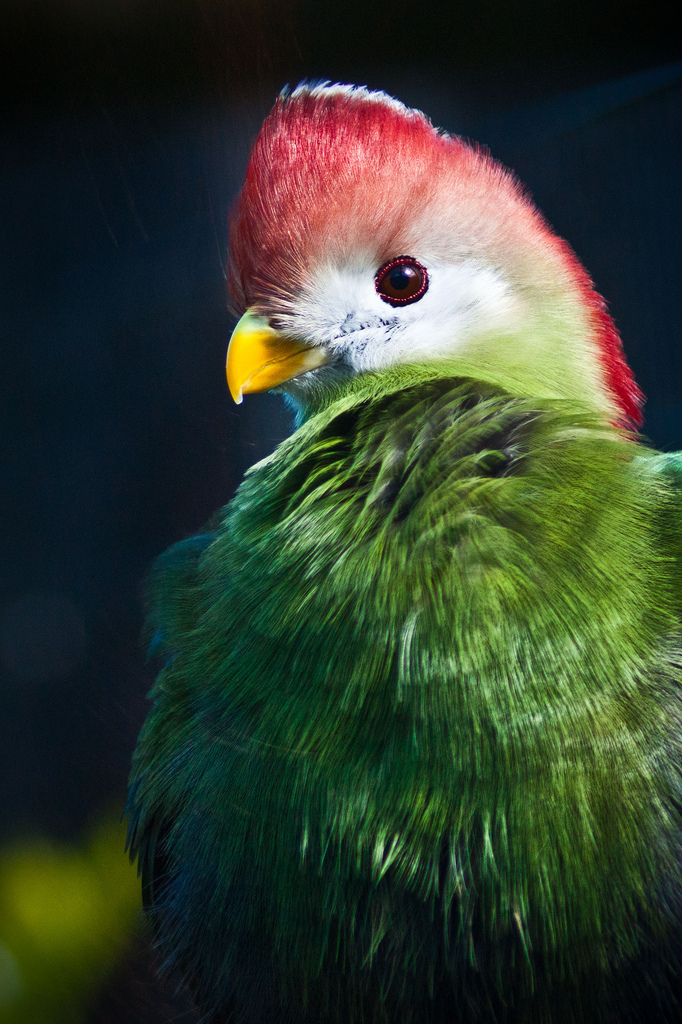
Nahaufnahme

Das Nest des Rothaubenturakos ist napfförmig und wird gewöhnlich im dichten Geäst angelegt. Das Gelege besteht aus zwei weißen Eiern, die eine fast kugelförmige Form haben. Beide Elternvögel brüten, die Brutdauer beträgt knapp drei Wochen. Auch die Versorgung der Nestlinge mit Futter erfolgt durch beide Elternvögel.
Frisch geschlüpfte Nestlinge sind zunächst dunkelgrau bis schwarz. Sie zeigen nach einer Woche Federkiele an den Schwingen und Schwanz. Die Jungvögel verlassen das Nest, noch bevor sie flugfähig sind und klettern in das Geäst in der Nähe des Nestes. Sie werden dort weiterhin von den adulten Turakos versorgt, bis sie selbständig sind. Sie werden kurz danach von den Elternvögeln aus dem Revier vertrieben.

## Haltung
Rothaubenturakos werden immer wieder in Zoologischen Gärten gehalten und dort auch erfolgreich gezüchtet. Sie werden gelegentlich in Gemeinschaftsvolieren mit anderen Vogelarten gezeigt, allerdings wegen ihrer ausgeprägten Territorialität, die sie auch gegenüber kleineren Nashornvögeln zeigen, meist mit bodenbewohnenden Vögeln sowie kleineren Finken und Staren. In menschlicher Obhut können Rothaubenturakos sehr alt werden und haben bereits ein Lebensalter von mehr als 30 Jahren erreicht.

## Einzelbelege
1. ↑  
Tauraco erythrolophus in der Roten Liste gefährdeter Arten der IUCN 2016. Eingestellt von: BirdLife International, 2016. Abgerufen am 3. Oktober 2017.
2. 1 2   Pagel, Marcordes:  Exotische Weichfresser. S. 63.
3. 1 2   Pagel, Marcordes:  Exotische Weichfresser. S. 64.
4. ↑   Grummt, H. Strehlow (Hrsg.): Zootierhaltung Vögel. S. 464
5. ↑   Grummt, H. Strehlow (Hrsg.): Zootierhaltung Vögel. S. 466